# Резолюция Совета Безопасности ООН 971
Резолюция Совета Безопасности ООН 971 — резолюция Совета Безопасности ООН, единогласно принятая 12 января 1995 года после принятия резолюций 849 (1993), 854 (1993), 858 (1993), 876 (1993), 881 (1993), 892 (1993), 896 (1994), 901 (1994), 906 (1994), 934 (1994) и 937 (1994), Совет Безопасности продлил Миссию ООН по наблюдению в Грузии (UNOMIG) до 15 мая 1995 года.

## Содержание
Совет Безопасности подтвердил суверенитет и территориальную целостность Грузии и право на возвращение всех беженцев, про которых было подписано специальное соглашение. Сторонам конфликта было настоятельно предложено не предпринимать никаких односторонних действий, которые препятствовали бы политическому процессу урегулирования. Не было достигнуто прогресса в вопросе всеобъемлющего мирного урегулирования и медленного возвращения беженцев. В этой связи сторонам было предложено работать над урегулированием ситуации, особенно по вопросу о политическом статусе Абхазии. Совет Безопасности выразил удовлетворение в связи с сотрудничеством UNOMIG и миротворческих сил Содружества Независимых Государств (СНГ).
После продления мандата UNOMIG до 15 мая 1995 года Генеральному секретарю Бутросу Бутрос-Гали было предложено сообщить о положении в Абхазии и Грузии в течение двух месяцев после принятия данной резолюции. Обеим сторонам, особенно абхазской стороне, было настоятельно предложено выполнить свои обязательства в отношении беженцев и депортированных лиц. Генеральному секретарю было предложено сотрудничать с силами СНГ в принятии дополнительных мер для обеспечения возвращения беженцев и депортированных лиц, в то время как государствам-членам было предложено внести свой вклад в добровольный фонд, учрежденный Соглашением о прекращении огня и разъединении сил.